# Thamnosophis lateralis
Thamnosophis lateralis — вид змій родини Pseudoxyrhophiidae. Ендемік Мадагаскару.

## Поширення і екологія
Thamnosophis lateralis широко поширені на острові Мадагаскар, за винятком крайнього півдня і заходу. Вони живуть в деградованих районах поза межами лісів. Живляться амфібіями.